# 70449 Gruebel
70449 Gruebel este o planetă minoră (asteroid) din centura de asteroizi. A fost descoperită pe 15 octombrie 1999 la Nacogdoches⁠(d) de W. Dan Bruton⁠(d). 
Obiectul prezintă o orbită caracterizată de o semiaxă mare de 2,3590183092208 UAi, o excentricitate de 0,15, o înclinație de 1,6 ° în raport cu ecliptica.